# Loque européenne
La loque européenne, loque bénigne ou loque puante (en anglais european foulbrood - EFB) est une maladie pluribactérienne du couvain d'abeille. 
C’est une pathologie enzootique par son caractère endémique, infectieuse par l’agent infectieux qui la provoque, contagieuse par son caractère transmissible.
L’agent causal principal est une bactérie : Melissococcus plutonius. Comme cette bactérie ne sporule pas, la loque européenne a un caractère de moindre gravité que la loque américaine. D’autres germes se développent après l’infection créée par M. plutonius.
La loque européenne touche essentiellement le couvain ouvert de différentes espèces d’abeilles et notamment Apis mellifera, Apis cerana, Apis laboriosa.
La loque européenne n’a d’européen que le nom, c’est en effet une pathologie que l’on peut retrouver partout dans le monde sauf en Nouvelle-Zélande, ouest de l’Australie et en Afrique centrale. Au Népal, la loque européenne a été apportée par l’importation d’Apis mellifera.
Elle est moins grave que la loque américaine, même si elle compromet plus ou moins fortement la récolte.